# Фёдоров, Пётр Иванович
Пётр Иванович Фёдоров (12 июля 1906, Тамбовская губерния — 20 июня 1953, Липецкая область) — советский военнослужащий, участник Великой Отечественной войны, полный кавалер ордена Славы, командир отделения 661-го отдельного саперного батальона, старшина — на момент представления к награждению орденом Славы 1-й степени.

## Биография
Родился 12 апреля 1906 года в городе Усмань Липецкой области. Работал на табачной фабрике, печатником в районной типографии.
В августе 1941 года был призван в Красную Армию. На фронте с декабря того же года, воевал сапером. Участвовал в тяжелых оборонительных боях под городом Новгородом. 
В декабре 1942 года за проделывание прохода в минном поле для пропуска разведгруппы получил первую боевую награду — медаль «За боевые заслуги». Во время выполнения этого задания он был ранен, но продолжал работу по разминированию до тех пор, пока не закончил её. Здесь же, под Новгородом, в феврале 1943 года старшина Федоров, действуя в тылу противника в составе разведывательной группы, подорвал два железнодорожных моста, за что был награждён орденом Красной Звезды. Член ВКП с 1943 года.
С середина января 1944 года 378-я стрелковая дивизия в составе войск Волховского фронта прикрывала наступавшие войска от удара противника со стороны города Шимска.
3 февраля 1944 года в районе юго-западнее населенного пункта Село противник нанес контрудар. Саперное отделение старшины Федорова в числе других подразделений оказалось на направлении этого удара. В этом бою саперы, действовавшие как пехотинцы, участвовали в отражении двух вражеских атак. В этом бою старшина Федоров из ручного пулемета поразил свыше 10 противников, подавил огневую точку, гранатой подбил бронетранспортер, в рукопашной схватке уничтожил 9 вражеских солдат.
Приказом командира 378-й стрелковой дивизии от 10 апреля 1944 года старшина Фёдоров Пётр Иванович награждён орденом Славы 3-й степени.
В июле 1944 года в ходе стремительного наступления советских войск в Прибалтике отделение старшины Федорова входило в отряд преследования. Саперы разминировали дороги для своих войск, ставили минно-взрывные заграждения на путях отступавшего противника.
На реке Дрисса в районе города Новополоцк противники оказали особенно упорное сопротивление. Федорову командир поставил задачу подготовить переправочные средства и с подходом стрелковых подразделений обеспечить их переброску на противоположный берег. Саперы успешно справились с этой задачей. В бою на плацдарме, находясь в боевых порядках пехоты, из личного оружия уничтожил расчет вражеского пулемета. 27 июля старшина Федоров со своим отделением разминировал мост на реке Западная Двина, только сам снял с опор двадцать восемь противотанковых мин.
Приказом по войскам 4-й ударной армии от 22 августа 1944 года старшина Фёдоров Пётр Иванович награждён орденом Славы 2-й степени.
21 ноября 1944 года при форсировании реки Вента старшина Федоров вместе с саперами своего отделения под огнём перевез на десантных лодках пехоту. Обнаружил брод и переправил по нему 4 пушки. Во время боев по расширению плацдарма он участвовал в отражении двух контратак противника. В районе населенного пункта Малипес уничтожил около 10 фашистов, у населенного пункта Калненеки — вражеский пулемет с расчетом.
Указом Президиума Верховного Совета СССР от 24 марта 1945 года за исключительное мужество, отвагу и бесстрашие в боях с вражескими захватчиками старшина Фёдоров Пётр Иванович награждён орденом Славы 1-й степени. Стал полным кавалером ордена Славы.
В 1945 году был демобилизован. Жил в городе Усмань. Работал в типографии. Умер 20 июня 1953 года. Похоронен на кладбище города Усмань.
Награждён орденами Красной Звезды, Славы 3-х степеней, медалями.